# 영일교통 (관악구)
영일교통(永一交通)은 서울특별시 관악구의 옛 시내버스 회사였고, 본사 및 차고지는 서울특별시 관악구 신림동 678-1번지에 위치해 있었다. 본사 및 차고지는 현재 보성운수 난향동영업소이다.

## 주요 연혁
- 1961년: 서울특별시 영등포구 대림동에서 영등포합승자동차(永登浦合乘自動車)라는 사명으로 회사 설립
- 1970년 초: 도시형버스 100번을 운행하던 개봉동영업소를 새서울버스로 분리독립시켰다.
- 1970년 10월 20일: 도시형버스 118번을 운행하던 구로동영업소를 보영운수로 분리독립시켰다.
- 1970년 11월 1일: 도시형버스 110번을 운행하던 양남동영업소를 영인운수로 분리독립시켰다.
- 1971년 1월: 도시형버스 112번을 운행하던 문래동영업소, 도시형버스 123번을 운행하던 오류동영업소 등을 삼광운수로 분리독립시켰다. 동시에 영등포합승은 도시형버스 101번을 운행하던 대림동 본사만 남게되었다.
- 1971년 6월: 영등포합승자동차에서 영일교통으로 상호가 변경되었다.
- 1973년 2월: 본사 및 차고지를 영등포구 대림동에서 신림동 678-1번지(현 관악구 신림동 678-1번지)로 이전하였다. 동시에 도시형버스 101번 기점을 대림동에서 난곡으로 연장하였다.
- 1974년: 구로구의 시내버스 회사인 보성운수에 흡수합병되었다. 동시에 영일교통의 본사 및 차고지는 보성운수 난곡차고지(현 난향동영업소)가 되었다.

## 과거 운행노선
- 100번: 개봉동 ↔ 영등포[1]
- 101번: 대림동 ↔ 독립문[2]
- 110번: 양남동 ↔ 청계6가[3]
- 112번: 문래동 ↔ 을지로6가[4]
- 118번: 구로동 ↔ 을지로6가[5]
- 123번: 오류동 ↔ 청계6가[6]